# Аладжинська битва (1877)
Аладжинська битва (рос. Аладжинское сражение) — битва в районі висот відрогів Карадагу в південній частині Карської рівнини в жовтні 1877 року, яка вирішила долю російсько-турецької війни 1877—1878 років на Кавказькому театрі військових дій.
Після невдалих боїв на турецькій території біля Зівіна та Даяри в липні 1877 року кавказький корпус під орудою генерала М. Т. Лоріс-Мелікова під тиском наступаючих турків зняв облогу Карса і відійшов до Александрополя на позиції Кюрюк-Дара—Башкадіклар. Головні сили турецької армії під орудою Мухтара-паші до 7(19) липня зайняли аладжинські висоти. Спроби наступу російських військ 6(18)—8(20) серпня та 20-22 вересня (2-4 жовтня) були відбиті контрударами турецьких військ, які утримували підступи до Карса. 27 вересня (9 жовтня) російські війська, посилені до 56 тисяч солдатів та 220 гармат проти 37-38 тисяч солдатів та 74 старих гармат в турків, розпочали новий наступ у напрямку Карса, Ерзерума з обходом правого флангу та виходом в тил укріплених турецьких позицій на горі Авліяр. 3(15) жовтня загін генерала І. Д. Лазарєва штурмом узяв гору, що зірвало намічений турецьким командуванням відступ до Карса. 13(25) жовтня російські війська знову обложили Карс, який узяли штурмом 13 (25) листопада.
В Аладжинській битві в російській армії для управління військами вперше широко використали телеграф.